# Stanislao Sanseverino
Stanislao kardinal Sanseverino, italijanski rimskokatoliški duhovnik in kardinal, * 13. julij 1764, Neapelj, † 11. maj 1826.

## Življenjepis
8. marca 1816 je bil povzdignjen v kardinala in pectore.
22. julija 1816 je bil ponovno povzdignjen v kardinala in imenovan za kardinal-diakona S. Maria in Portico; 21. marca 1825 pa še za S. Maria ad Martyres.